# HD85376
HD85376 — хімічно пекулярна зоря спектрального класу A4, що має видиму зоряну величину в смузі V приблизно  5,3.
Вона  розташована на відстані близько 131,0 світлових років від Сонця.

## Фізичні характеристики
Зоря HD85376 обертається 
досить швидко 
навколо своєї осі. Проєкція її екваторіальної швидкості на промінь зору становить  Vsin(i)=117км/сек.